# 马丁·博顿
马丁·博顿（挪威語：Martin Borthen，1878年8月13日—1964年3月25日），生于克里斯蒂安松，挪威男子帆船运动员。他曾代表挪威参加1920年夏季奥林匹克运动会帆船比赛，获得一枚金牌。